# Луна, Хуан

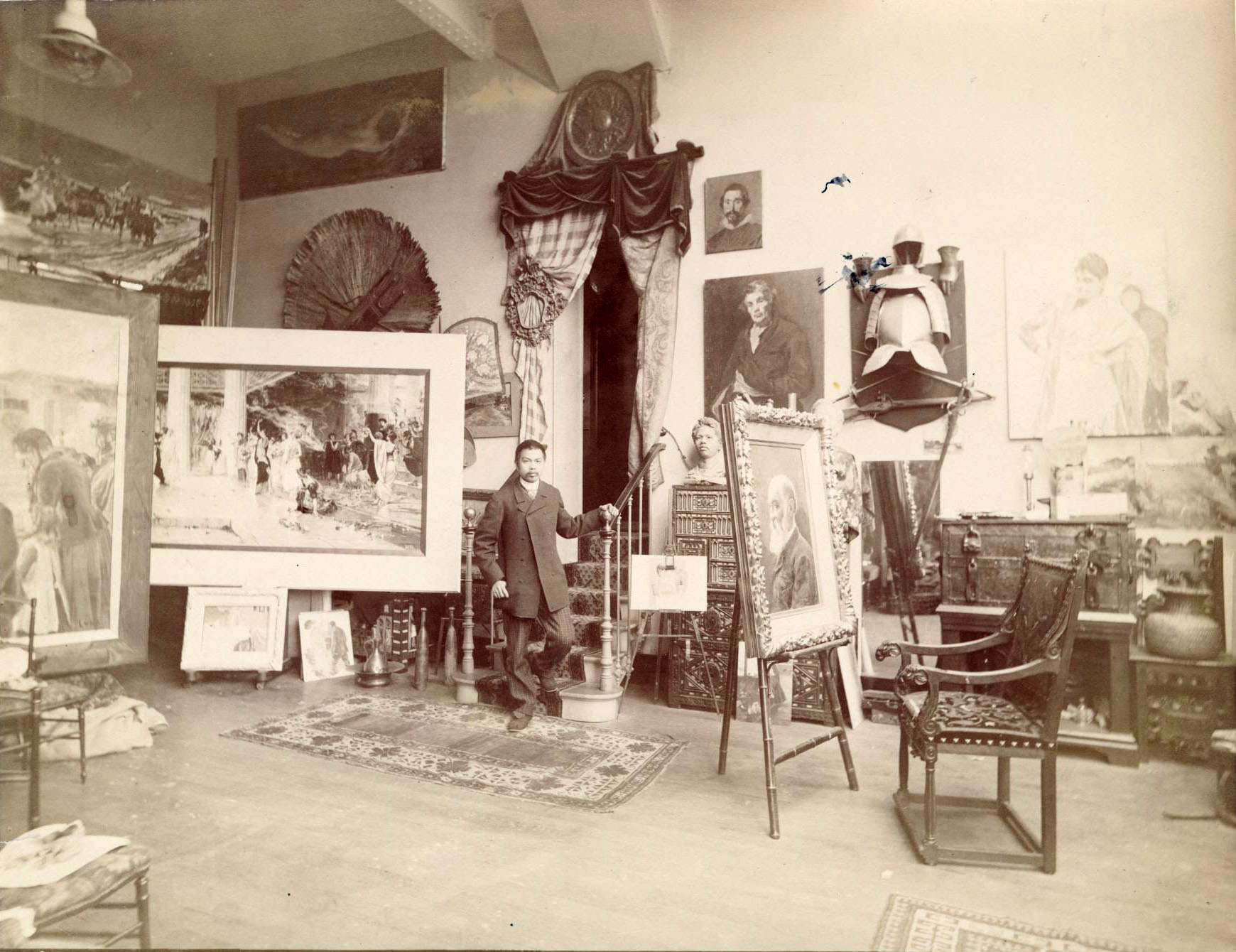
Хуан Луна в своей парижской студии. 1850 год

Хуан Луна-и-Новисио (пилипино Juan Luna y Novicio, 23 октября 1857 г. Бадок — 7 декабря 1899, г. Гонконг) — один из крупнейших филиппинских художников, скульптор, автобиограф, участник филиппинской революционной антиколониальной войны, брат генерала Антонио Луна.

## Жизнь и творчество
Хуан Луна-и-Новисио родился в дворянской семье, его родителями были Хоакин Луна де Сан-Педро-и-Посада и Лаурена Новисио-и-Анчета, был третьим из 7 детей. Уже в раннем возрасте Хуан проявляет художественный талант, и после окончания манильского Атенея изучает живопись. В 1874 году Хуан Луна становится бакалавром искусств. После этого он поступает в Маниле в морскую школу, изучает навигацию и участвует в плаваниях в различные страны. После возвращения на Филиппины Луна посещает манильскую академию живописи (Academia de Dibujo y Pintura). В 1877 году Хуан, вместе со своим старшим братом, виолончелистом Мануэлем, уезжает для продолжения образования в Испанию. В Мадриде Луна поступает в Королевскую академию изящных искусств Сан-Фернандо, где его работы вскоре завоёвывают несколько премий. Не удовлетворённый системой обучения в академии, Луна берёт также частные уроки у художника Алехо Вера. Последний, увидев в своём ученике многообещающее дарование, берёт его с собой в учебные поездки в Рим и Париж. В Риме Луна изучает работы старых мастеров эпохи Возрождения. Здесь он пришет картину Дафнис и Хлоя, за которую был награждён серебряной палитрой Художественным лицеем Манилы, а также картину Смерть Клеопатры — за которую получил серебряную медаль. Смерть Клеопатры была позднее приобретена испанским правительством за 5.000 песет.
Став известным художником, Хуан Луна получает на протяжении четырёх лет ежегодную стипендию от филиппинского правительства в размере 600 песо. Ещё в Риме Луна работает над своим главным произведением — «Сполиарумом» (Spoliarium). За него он получает в 1884 году первую премию в Мадриде — золотую медаль Национальной выставки изящных искусств. За картину «Битва при Лепанто» он завоёвывает свою вторую золотую медаль — на барселонской выставке 1888 года.
В 1885 году Х. Луна приезжает в Париж и открывает здесь свою мастерскую. Это художественное ателье вскоре становится местом встреч проживавших за пределами своей страны филиппинцев. Здесь Хосе Рисаль организует революционную, антиколониальную группу Indios Bravos. В 1886 году Луна женится на Пас Пардо де Тавера. В этом недолгом и несчастливом браке родились сын Андрес и дочь Мария. 23 сентября 1893 года Х. Луна, в припадке ревности, убивает жену и тёщу, а также тяжело ранит своего тестя Феликса. Дело рассматривалось французским судом. 7 февраля 1894 года он был признан невиновным в этом преступлении, и через пять дней уехал из Парижа вместе с сыном в Мадрид, где закончил некоторые свои недоработанные произведения.
В апреле 1894 года Х. Луна возвращается на Филиппины. Здесь он пишет некоторые свои работы на филиппинскую тематику. В начале 1896 года Луна вновь уезжает, на этот раз в Японию. После возвращения он был в сентябре 1896 арестован и провёл длительное время в манильской тюрьме — по обвинению в организации антииспанского Катипунанского восстания, одним из руководителей которого был брат Хуана, Антонио. 27 мая 1897 года он был помилован в связи с днём рождения короля Альфонса XIII и вышел на свободу. Через месяц художник отплыл из Филиппин в Испанию.
В 1898 году Х. Луна назначается революционным филиппинским правительством членом делегации на переговорах в Париже по поводу признания независимого Филиппинского государства. После окончания Испано-американской войны в декабре 1898 года он приезжает в Вашингтон с тем, чтобы побудить правительство США к признанию суверенитета Филиппин.
Находясь в США, Хуан Луна узнал о гибели своего брата Антонио, после чего бросает все дела и отправляется на родину. По пути, в Гонконге, Х. Луна скончался от инфаркта. В 1920 году его тело было перевезено из Гонконга на Филиппины и там захоронено.
Имя Хуана Луны носит одна из центральных улиц Манилы.

## Галерея

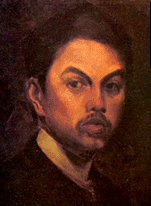
Хуан Луна Автопортрет
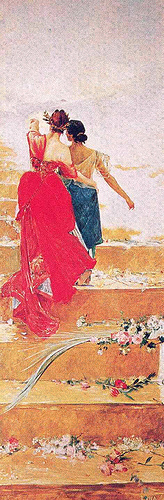
Испания и Филиппины
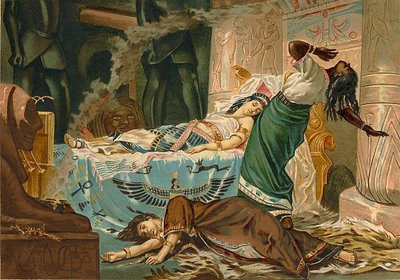
Смерть Клеопатры (1881)
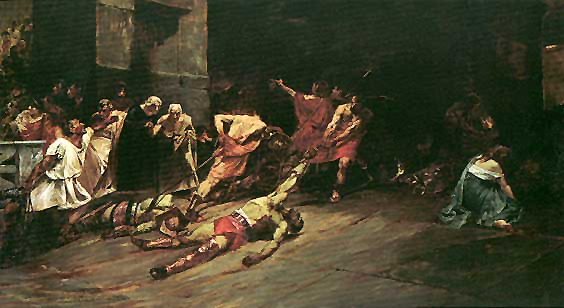
Сполиариум (1884)
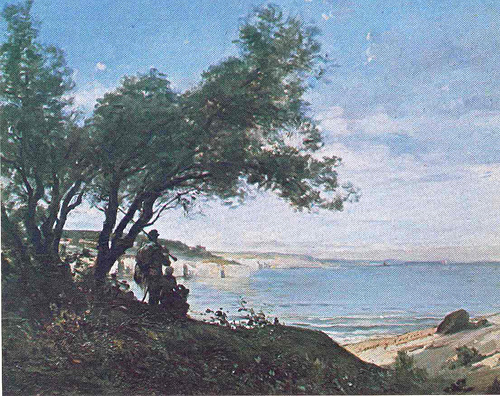
Бискайское побережье
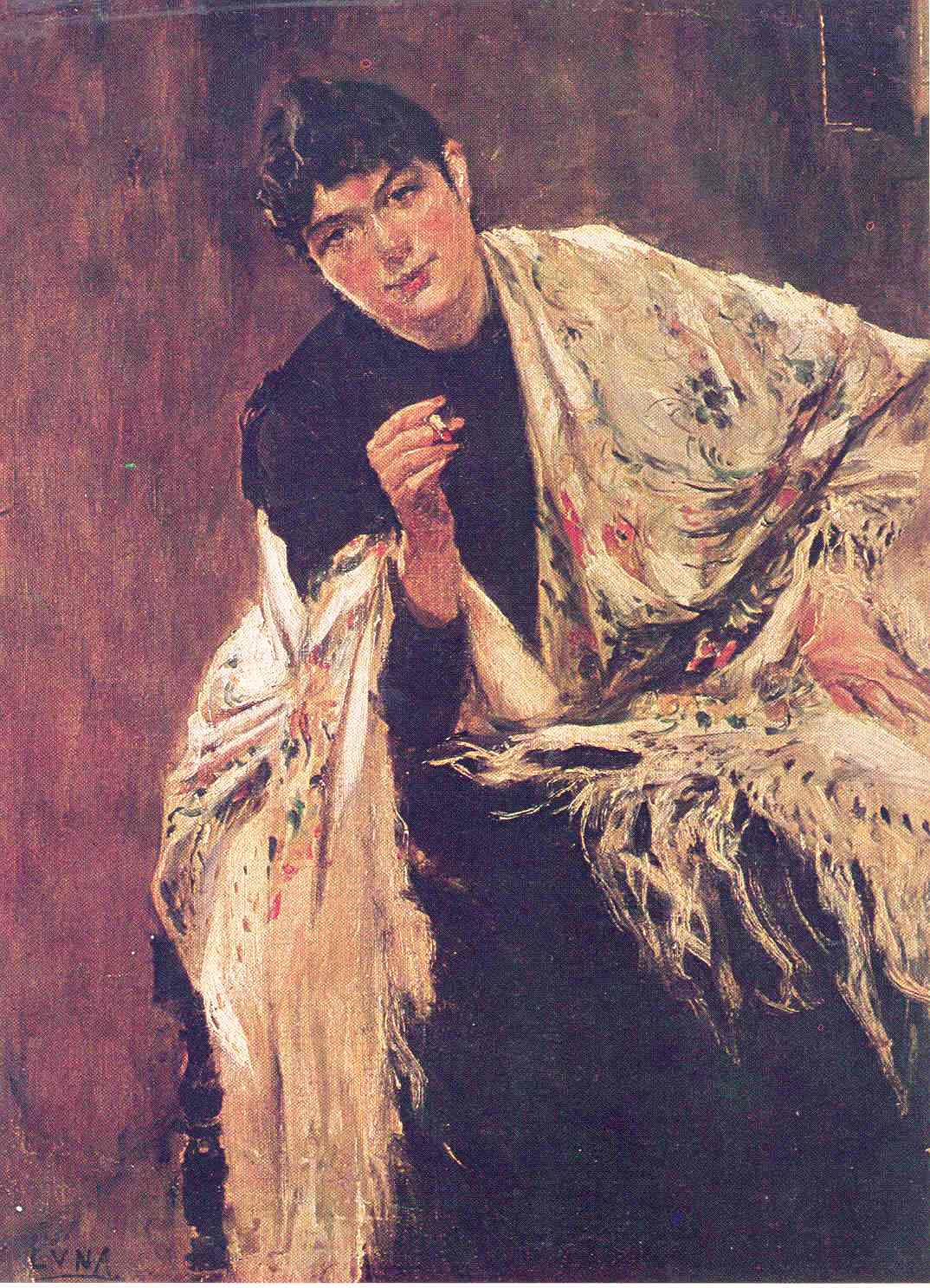
Чула
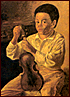
Скрипач
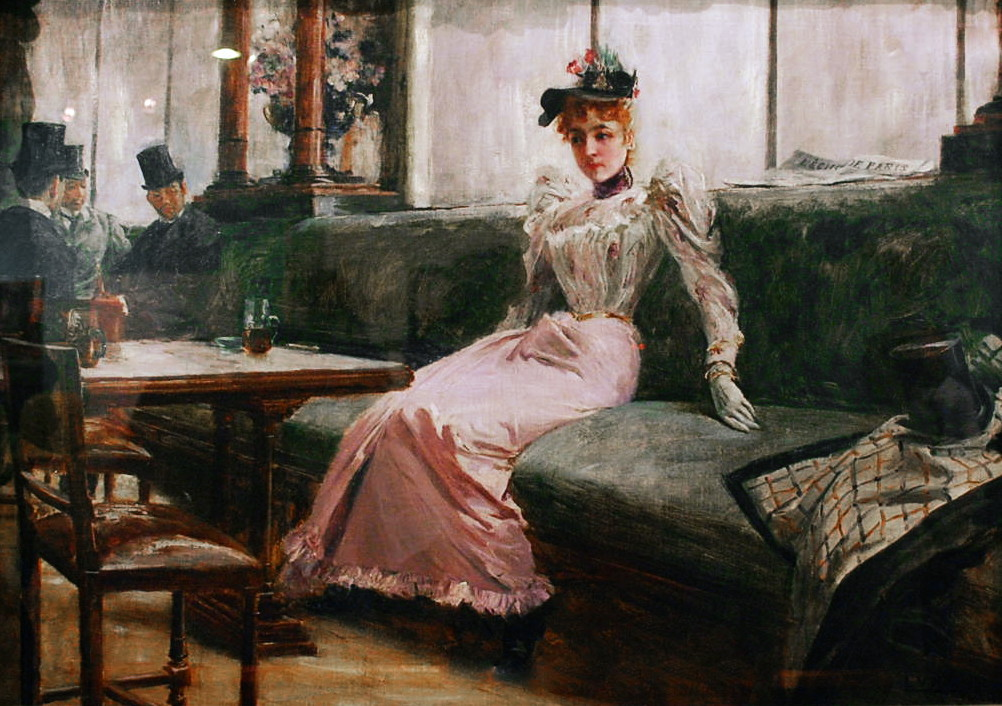
Парижская жизнь
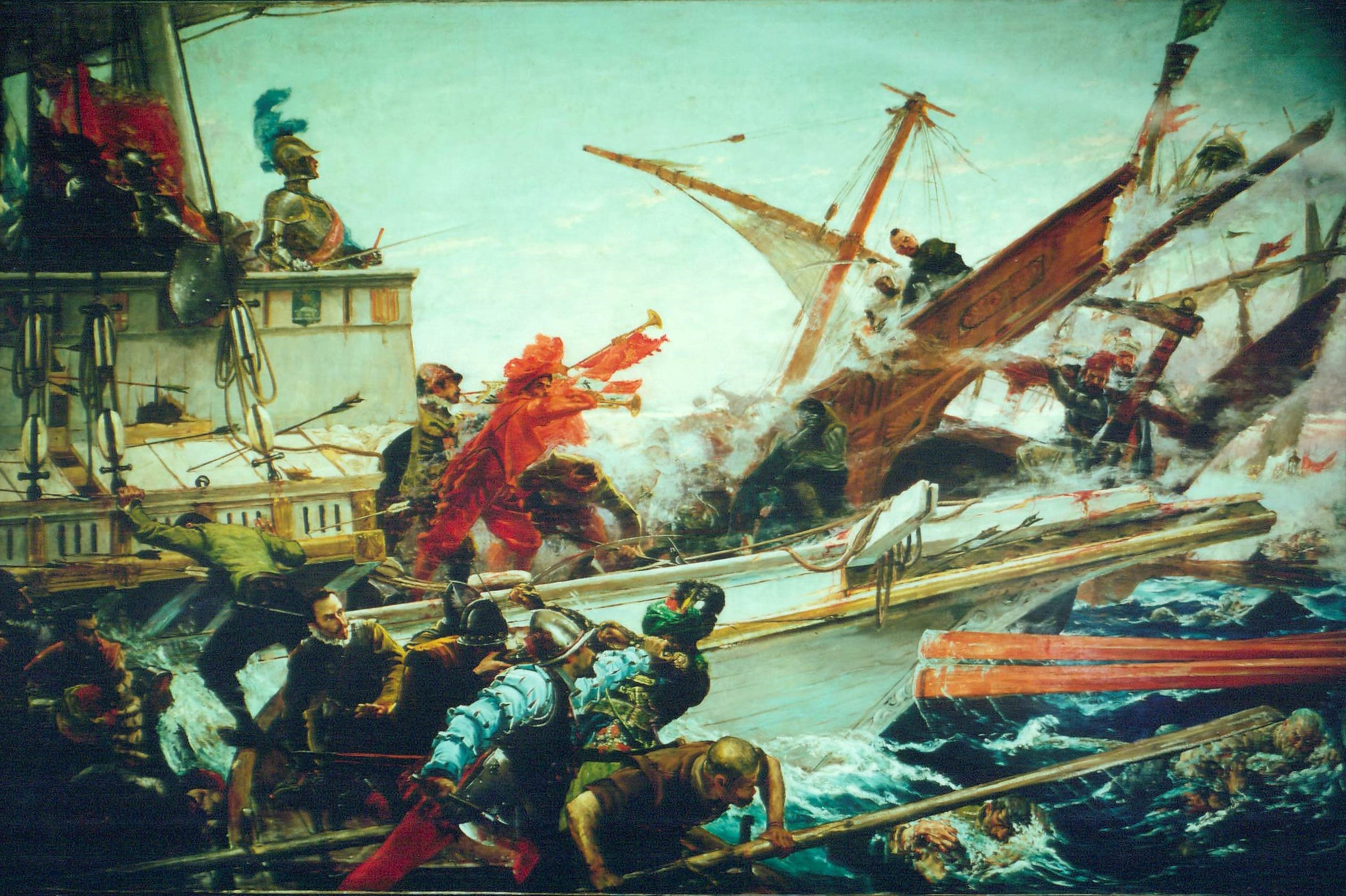
Битва при Лепанто
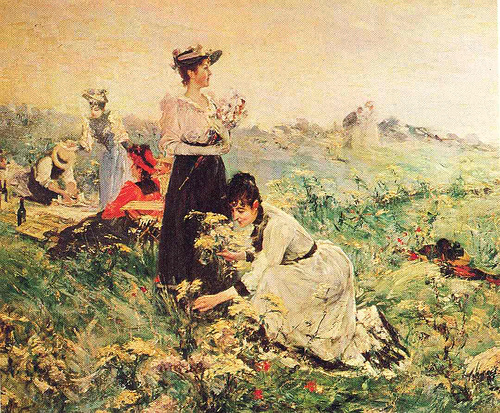
Пикник в Нормандии
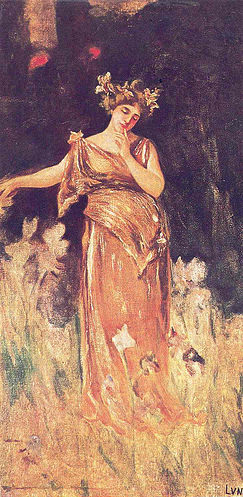
Идиллия
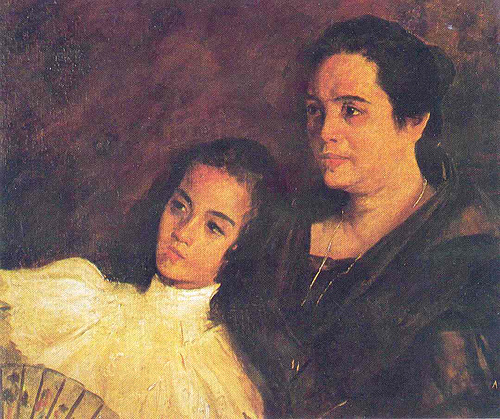
Нена и Тинита
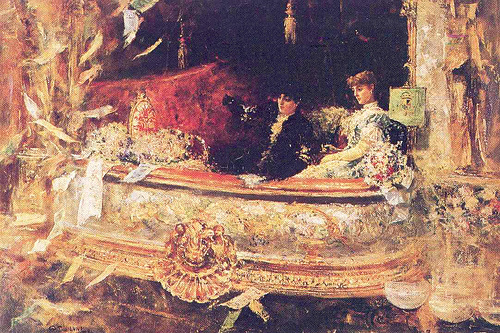
На балконе (1884)
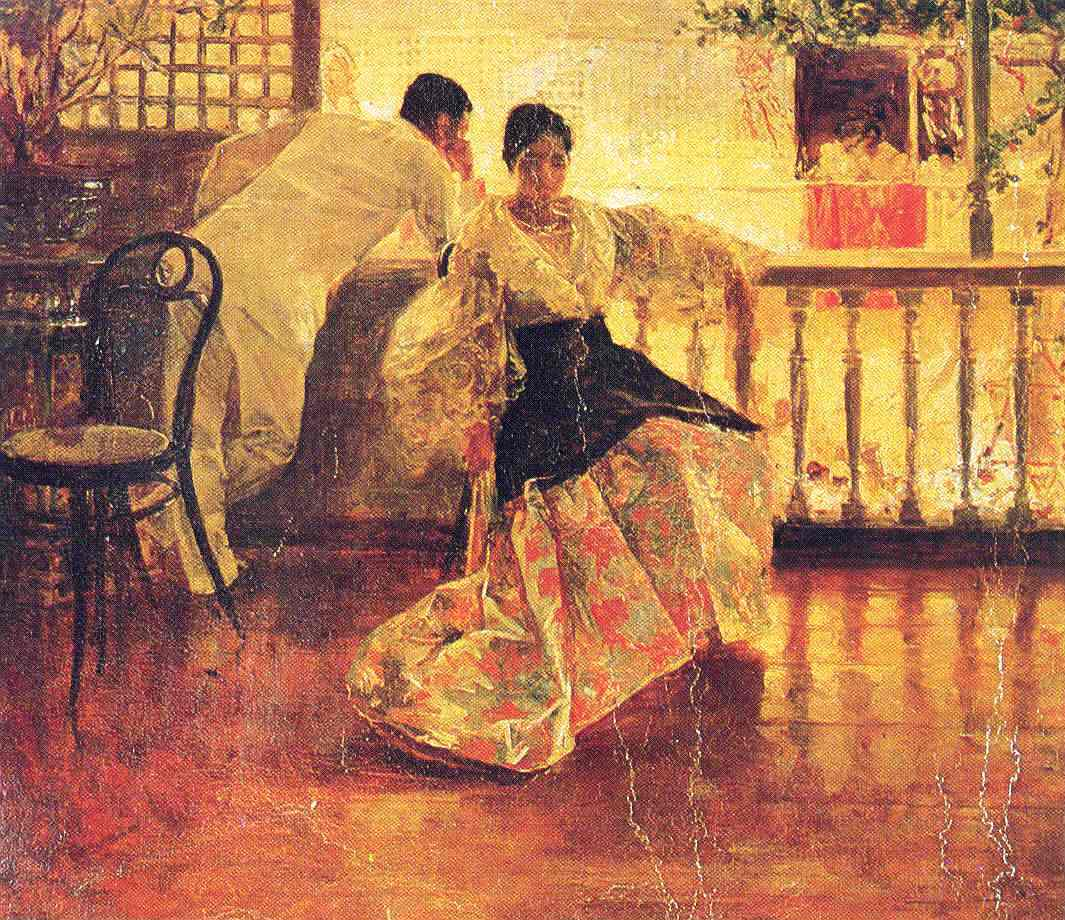
Размолвка (1895)
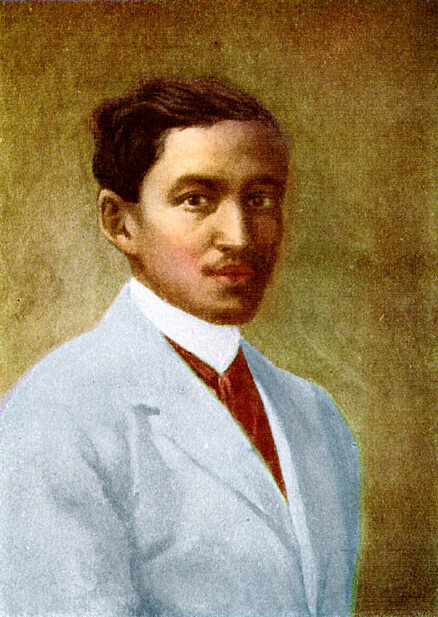
Портрет Хосе Рисаля
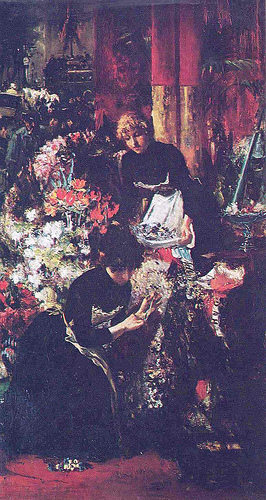
Уличная цветочница